# Capra ibex nubiana
El íbice nubio o la cabra de Nubia (Capra nubiana) es una especie de mamífero artiodáctilo de la familia Bovidae que habita las montañas desérticas del [norte de África]], en las regiones de Nubia y el Oriente Próximo. Se encuentra en las regiones fronterizas de Egipto, Sudán, Israel, Omán y parte de Arabia Saudita.

## Descripción
El íbice nubio es de grácil conformación corporal; los largos cuernos presentan un canto delantero relativamente estrecho. Las patas tienen un vivo dibujo blanco-negro. Mide alrededor de 60 a 75 cm de altura hasta el hombro, 100 a 125 cm de largo y un peso de alrededor de 50 60 kg en machos y 20 a 30 kg en hembras. De un color tostado claro, con un vientre blanco; los machos también tienen una raya marrón oscura en la espalda. Cuernos largos y delgados que se extienden hacia arriba y luego hacia atrás y hacia abajo. En los machos, estos alcanzan alrededor de 1 m de longitud en una amplia curva, mientras que en las hembras son mucho más pequeños, alrededor de 30 cm.

## Ecología

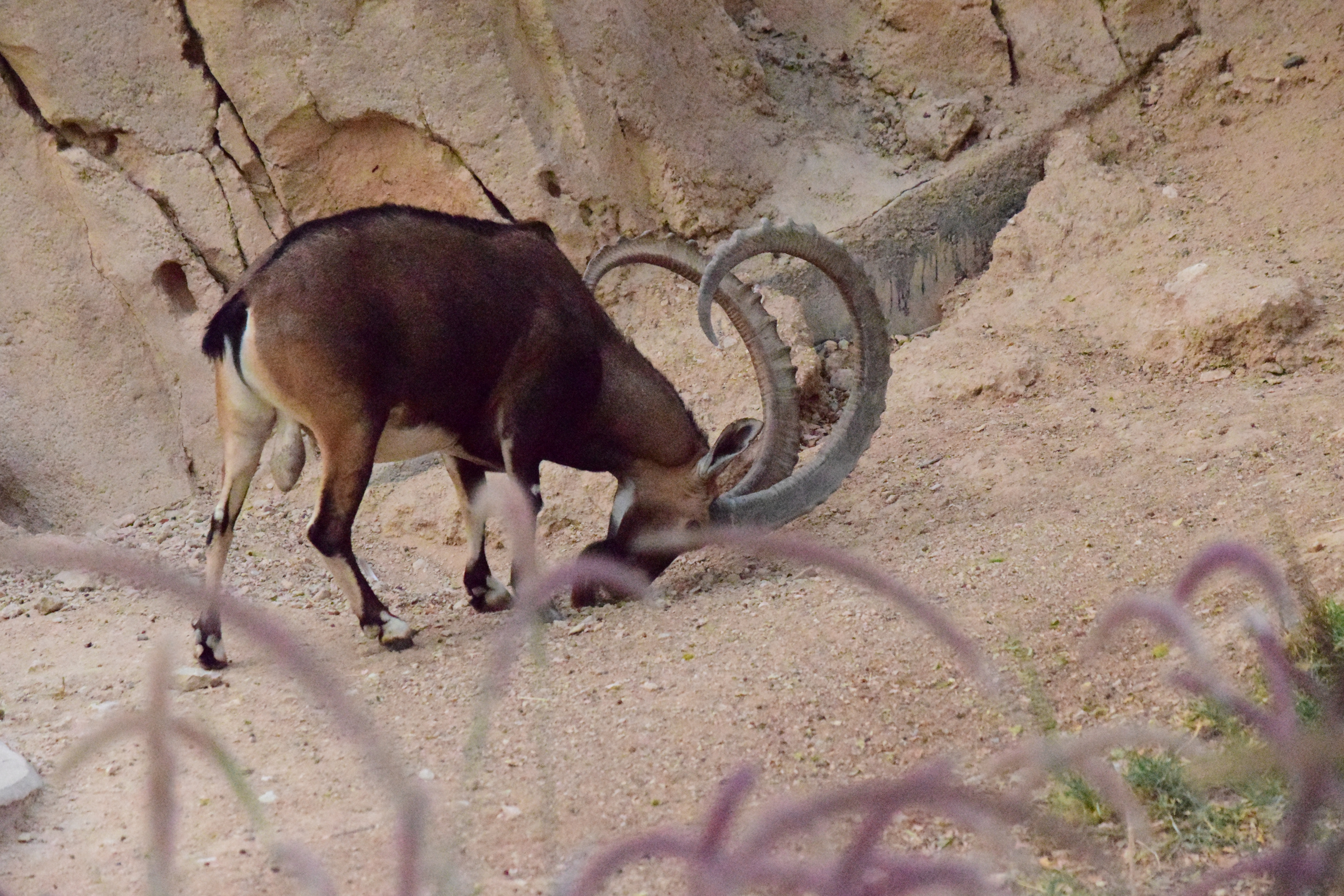
Macho en Abu Dabi, Emiratos Árabes Unidos.

Los íbices nubios viven en terrenos secos y montañosos, donde se alimentan principalmente de hierbas y hojas. Forman rebaños de diez a veinte individuos, conformados por hembras, crías y machos jóvenes de hasta tres años. Los machos adultos son solitarios o forman grupos más transitorios de hasta ocho individuos. En la temporada de reproducción, que generalmente comienza en octubre, los machos se unen a los rebaños de hembras durante seis a ocho semanas, tiempo durante el que luchan chocando sus cuernos en embestidas para establecer jerarquías y el derecho de apareamiento. 
Después de la gestación, que dura unos cinco meses, la hembra suele dar a luz una o dos crías en marzo, estas son amamantadas por unos tres meses. Después de tres años, alcanzan la madurez sexual y los machos abandonan el rebaño. Los íbices nubios son diurnos, lo que significa que están activos durante el día y descansan por la noche. En cautiverios pueden llegar a vivir hasta 20 años, en estado salvaje entre 15 y 17 años. Son presa de leopardos, lobos, hienas rayadas, zorros y águilas.

## Estado

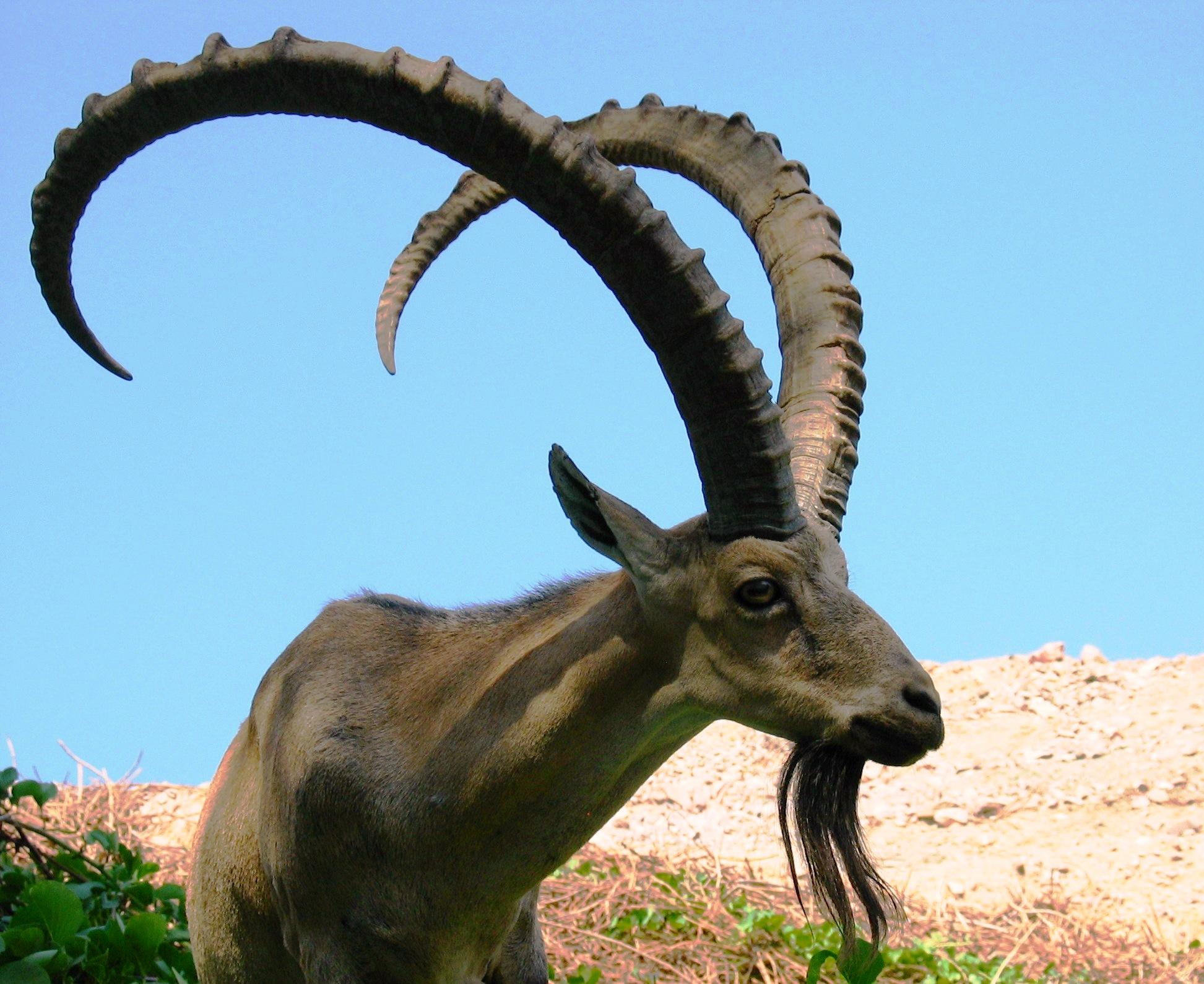
Detalle de la cornamenta.

La Unión Internacional para la Conservación de la Naturaleza ha clasificado al íbice nubio como "vulnerable" debido a que quedan menos de 10 000 individuos maduros y la población no ha aumentado considerablemente. Las amenazas que enfrenta incluyen la competencia con el ganado por el agua y el forraje, la presión de la caza y la destrucción de hábitat. En Israel, la población de íbices nubios históricamente abundante, descrita en la Biblia (Salmo 104: 18), empezó a descender durante la Primera Guerra Mundial, cuando la repentina disponibilidad de rifles permitió a los beduinos cazarlos hasta casi extinguirlos.
Después del establecimiento del estado, cuando se prohibió la caza y se crearon reservas naturales en las que se protegía, la población se empezó a recuperar. Se han descubierto tres poblaciones de íbices en Israel: en el desierto de Judea, las montañas del Négev y las inmediaciones de Eilat. El 16 de marzo de 1959, los británicos establecieron la Reserva de vida silvestre Yob en el norte de Eritrea específicamente para proteger poblaciones significativas de íbice nubio en la zona.
Para 1997, se calcula que solo había unos 2500 individuos del íbice nubio en el mundo.
También llegó a vivir en Líbano y Siria hasta su extinción en los años cincuenta del siglo XX debido a la caza excesiva y la urbanización que tenía lugar en las zonas rurales y montañosas en las que habitaba. Actualmente, hay proyectos para reintroducir esta especie en reservas como la reserva de Cedro Al Shouf En el Líbano, la reserva de Shuh y Arz en Siria y la reserva de Wadi Rum en Jordania.

## En la cultura

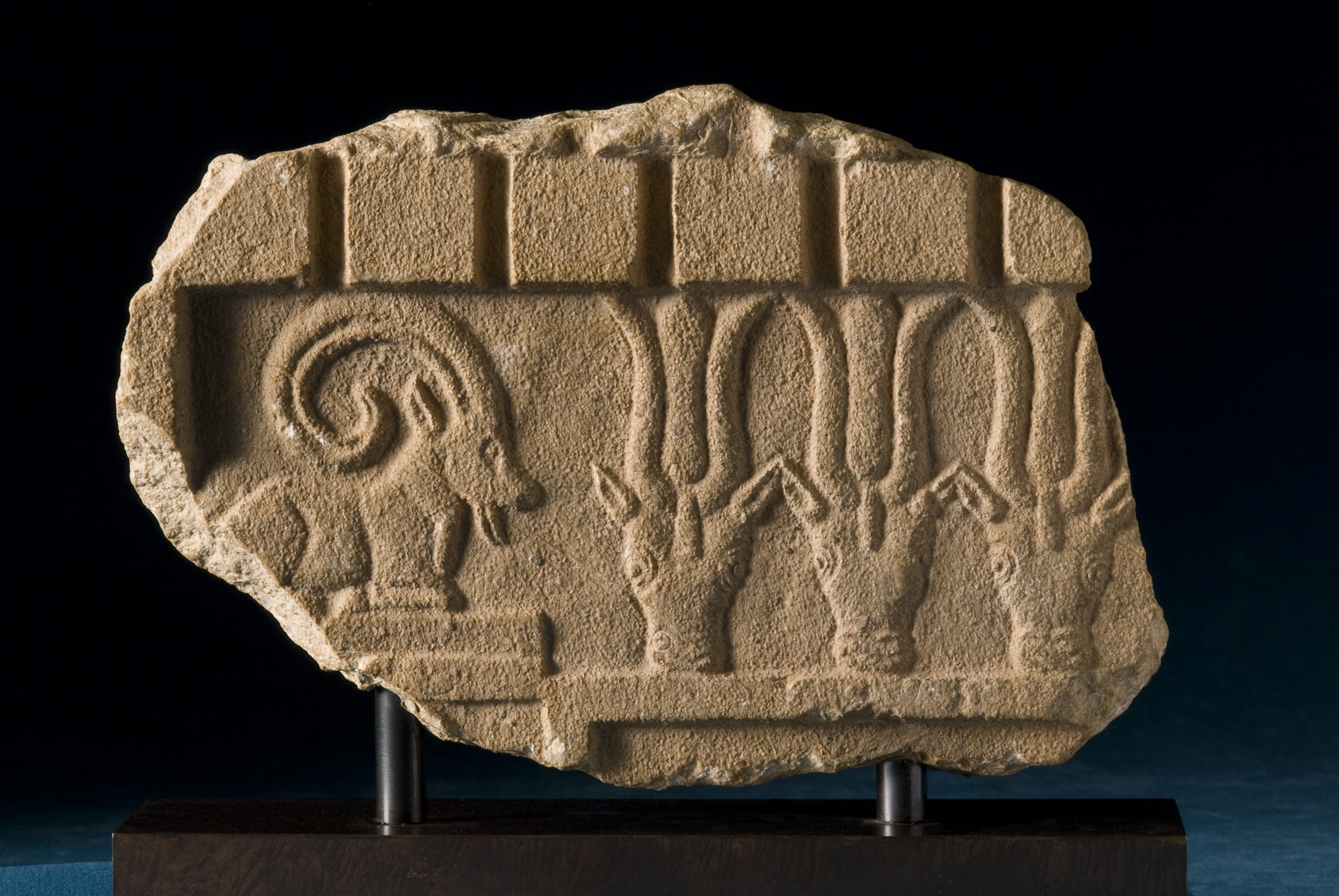
Fragmento de un friso árabe con un íbice y órix árabes,.

- El nombre de la heroína bíblica Yael significa "íbice" en hebreo.[8]
- En Wadi Dam, Arabia Saudita, el íbice aparece en varios petroglifos y pinturas rupestres, ocupando el 9,66 % del total de las figuras pintadas.[9][10]
- El íbice nubio aparece en los documentales de la BBC Life y Planet Earth (episodio cinco, "Deserts").[11]
- En Colombia existe un cuento con el nombre de La cabra de nubia

## Galería

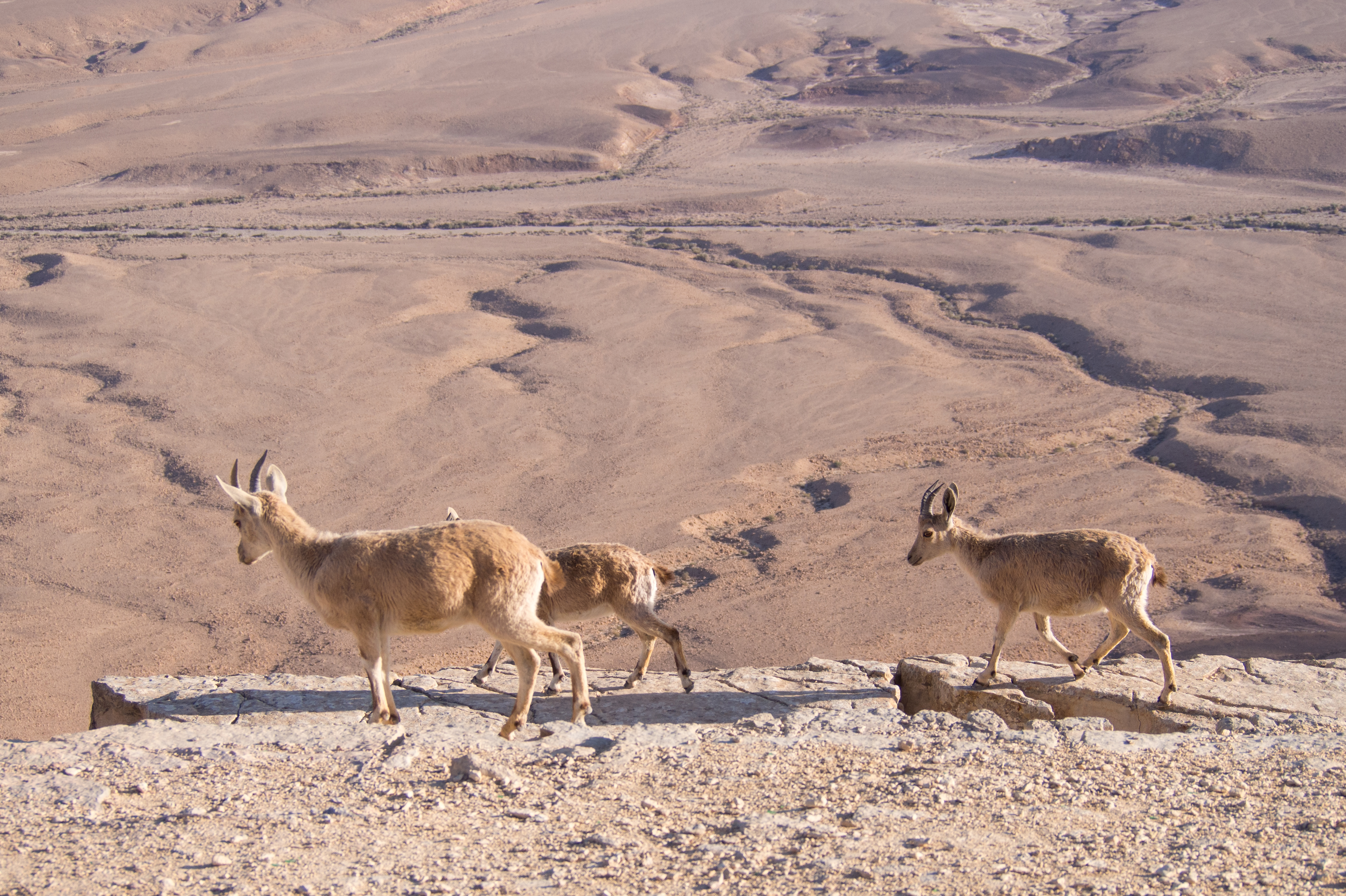
Hembra con crías.
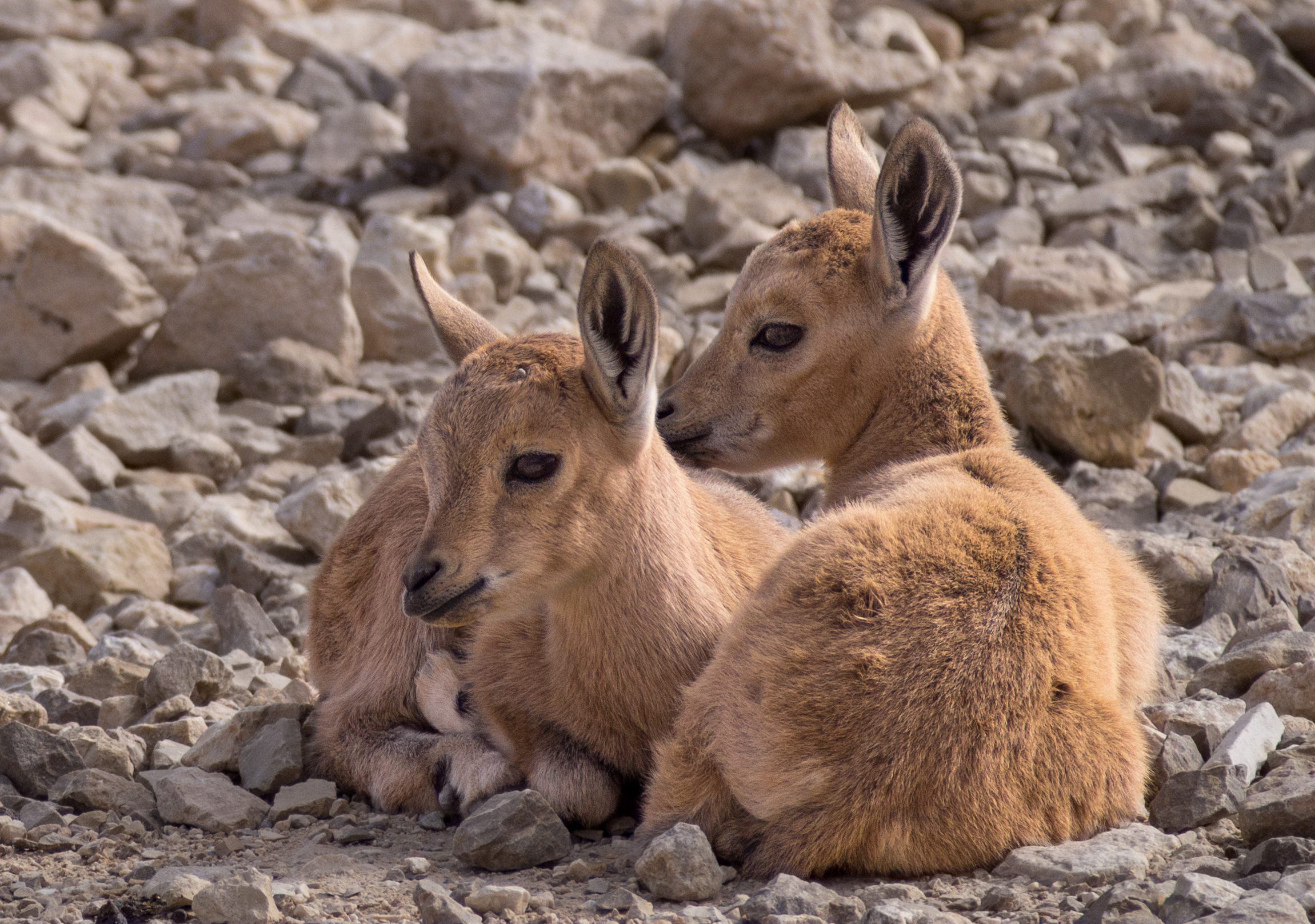
Crías en Mitzpé Ramón, Israel.
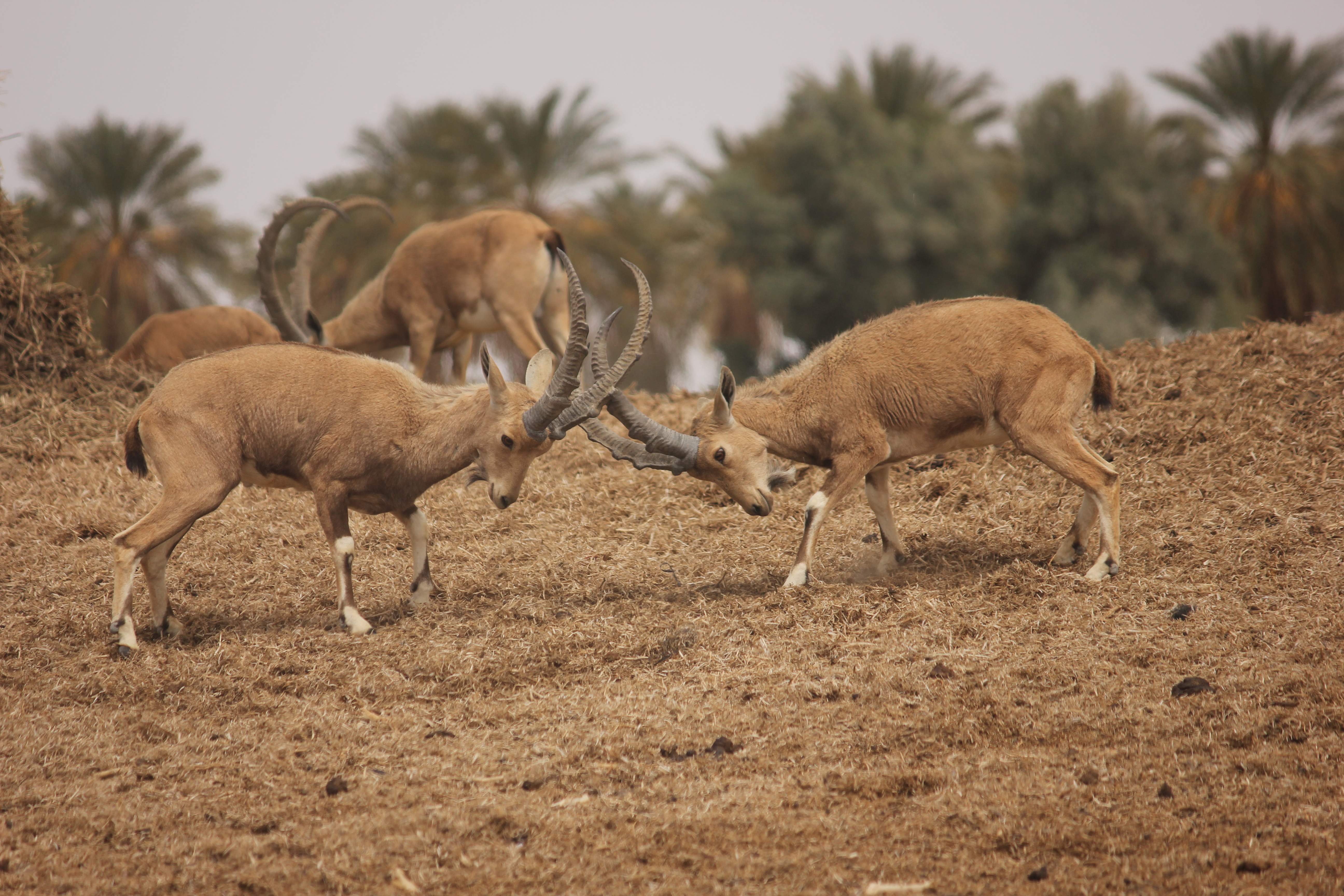
Machos jóvenes luchando.
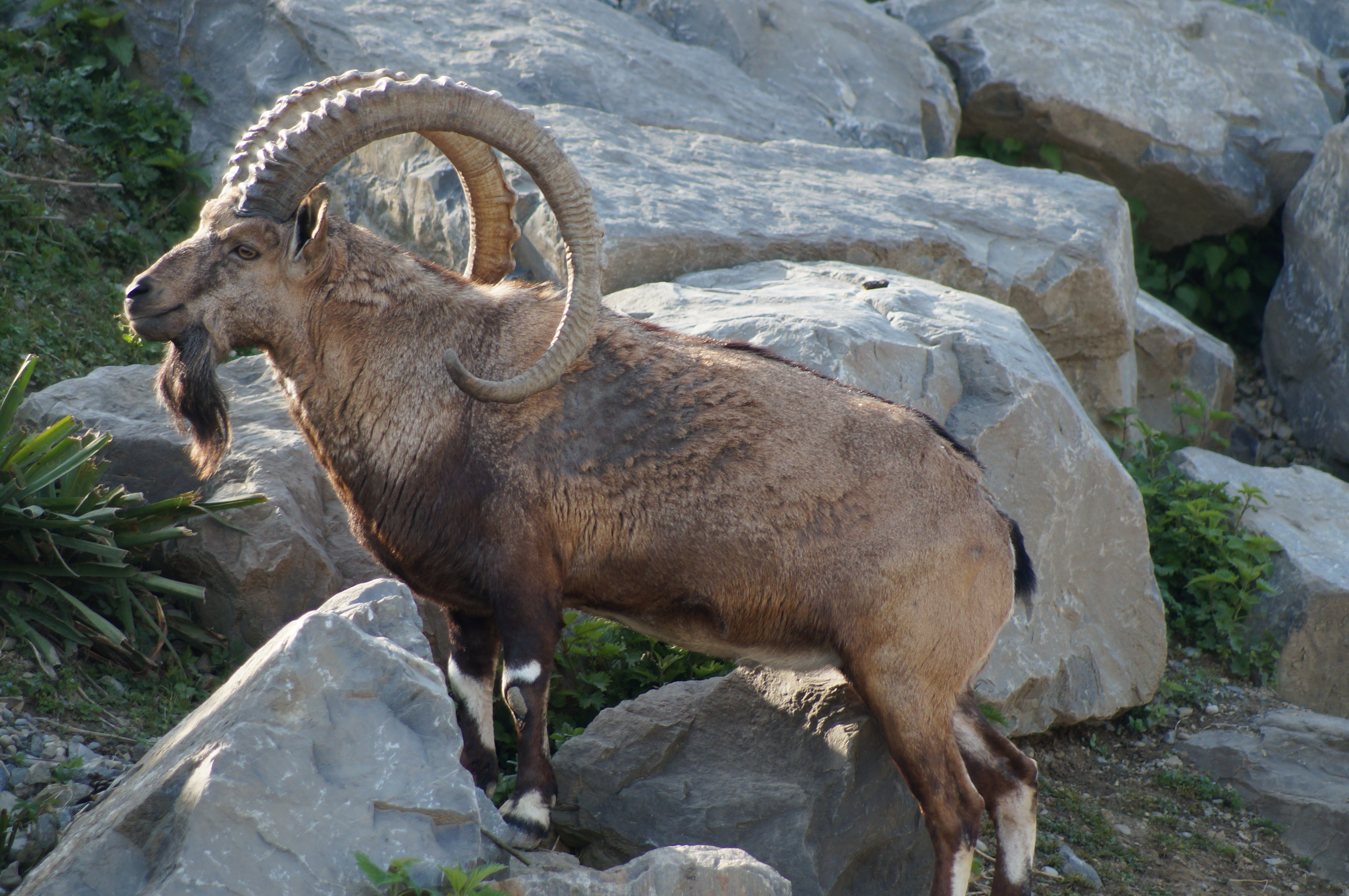
Macho en el zoológico de Zúrich, Suiza.